# Sama El Masry

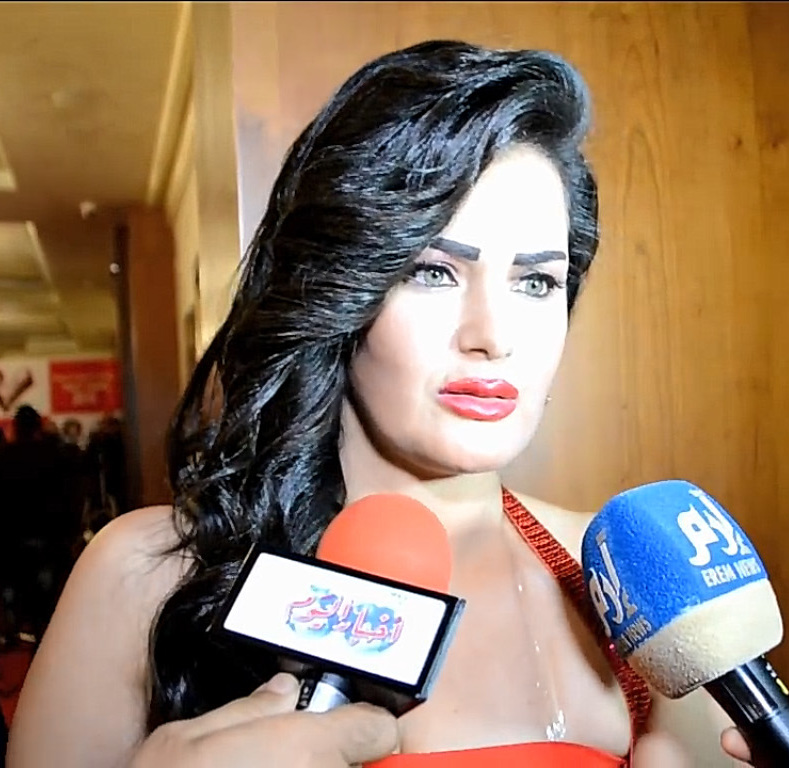
Sama El Masry

Sama El Masry (anhörenⓘ سما المصري, DMG Samā al-Miṣrī, vollständiger Name Samia Ahmed Attia, geboren 1976 oder 1980) ist eine ägyptische Sängerin, Drehbuchautorin, Filmproduzentin und Tänzerin.

## Leben und Werk
2011 produzierte sie den Film Ala Wahda Wa Nos (على واحدة ونص, DMG ʿlā wāḥda w nuṣ),
in dem die sexuelle Ausbeutung von Frauen in der Medienszene thematisiert wird: Eine junge Frau trennt sich von ihrem Ehemann und beginnt, als Journalistin bei einer Zeitung, bei der auch ihre Freundin beschäftigt ist, zu arbeiten. Ihr Vorgesetzter hat ihr aber betrügerisch statt des Arbeitsvertrags einen Ehevertrag vorgelegt und zwingt sie zur Arbeit als Tänzerin in einem Nachtclub. Dort hilft sie aber der Polizei, eine Antiquitätenschmugglerbande auszuheben. Der Film wurde wegen seiner sexuellen Inhalte von der ägyptischen Journalistengewerkschaft abgelehnt.
2013 produzierte mehrere YouTube-Videos, in denen sie die Muslimbruderschaft und den damaligen Präsidenten Mohammed Mursi angriff und sich mit der Protestbewegung Tamarod solidarisierte. Islamisten warfen ihr daraufhin unmoralisches Verhalten vor. Sie produzierte auch einen YouTube-Clip mit englischen Untertiteln, in dem sie die Unterstützung der Muslimbruderschaft durch den damaligen US-Präsidenten Obama anprangerte, und trat auf einer Protestveranstaltung gegen diese Politik vor der ägyptischen US-Botschaft auf. Dabei zerbrach sie einen Krug aus Ton, was in Ägypten Freude über den Weggang eines ungeliebten Menschen ausdrückt. Sie kritisierte auch die Unterstützung Erdogans durch die Obama-Administration. Das Video wurde mit „Obama, your father, your mother“ untertitelt, was in ägyptischem Arabisch wie ein obszönes Schimpfwort klingt. 2014 eröffnete sie den Fernsehkanal Felloul (قناة فلول, DMG qanāt falūl), arabisch für „Restposten“, und kündigte an, bei den nächsten Parlamentswahlen gegen die Muslimbruderschaft anzutreten. Sie setzte ihren Plan aber nicht um und wurde drei Monate später wegen fehlender Lizenzen für den Betrieb ihres Fernsehkanals kurzzeitig festgenommen. Auf dem Kanal verspottete sie verschiedene Politiker, darunter den Präsidenten eines ägyptischen Fußballklubs. Ein Poster für einen ihrer Filme wurde 2014 wegen zu sexueller Darstellung auf den sozialen Medien angegriffen. 2018 trat sie Gerüchten entgegen, sie wolle für die ägyptische Präsidentschaft kandidieren.

## Gerichtsverfahren
2020 verurteilte sie ein ägyptisches Gericht zu drei Jahren Gefängnis und einer Geldstrafe von 300.000 ägyptischen Pfund (in etwa 16.500 Euro) wegen „Anstiftung zu Unzucht“. Grund waren Fotos von ihr auf der Videosharing – Plattform TikTok. Ein Berufungsgericht setzte die Strafe später auf zwei Jahre herab.
Ebenfalls 2020 verurteilte sie ein Gericht zu drei Monaten Gefängnis, weil sie die Fernsehsprecherin Reham Said beleidigt haben soll. Sie sagte unter anderem, diese sei nur als Hausmädchen zu gebrauchen.